# Ramon Berenguer de Fluvià
Ramon Berenguer de Fluvià (Cataluña, siglo XIV - Ducado de Saboya, siglo XV), conocido también como Berenguer de Fluvià, fue un caballero catalán hospitalario.
Fue consejero, capitán y uno de los principales valedores de Jaime II de Urgel en su disputa con Fernando de Antequera por la Corona de Aragón. En 1412, después del Compromiso de Caspe, aconsejó a Jaime II que se enfrentara militarmente.
Intentó apoderarse de Lérida, sin éxito, pero en 1413 derrotó a las fuerzas realistas de Francisco de Erill y de Orcau y de Jorge de Caramany en el combate de Margalef. Una vez derrotada la causa urgelista, pasó al ducado de Saboya, donde el duque Amadeo VIII de Saboya lo nombró secretario de la reina en las villas de Mongay, Cubells y Camarasa, pero en 1414, Fernando I le dio el puesto a Jofre de Becerola.